# Wikipédia en malgache
Wikipédia en malgache (en malgache : Wikipedia amin'ny teny malagasy) est l’édition de Wikipédia en malgache, langue malayo-polynésienne parlée à Madagascar, l'édition est lancée en avril 2004. Son code est : mg, bien que le code ISO 639-3 dédié pour le malgache standard soit « plt ».
Au 20 mars 2025, l'édition en malgache contient 99 003 articles et compte 35 156 contributeurs, dont 53 contributeurs actifs et 3 administrateurs.

## Présentation

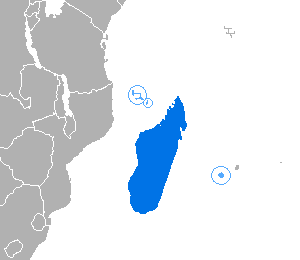
Aire de diffusion du malgache.

L'édition est entièrement rédigée en malgache officiel, issu en très grande partie du dialecte merina.
Hébergée par la Fondation Wikimédia, elle est consultable sous forme de wiki à l'adresse mg.wikipedia.org, où elle est en grande partie modifiable par la plupart de ses visiteurs. Plusieurs moyens de consulter l'encyclopédie existent, tels que des sites web miroirs, des applications pour smartphone ou un appareil électronique dédié.

## Statistiques
- 17 avril 2009 : l'édition en malgache atteint 1 000 articles[3]
- 7 février 2010 : elle atteint 2 000 articles
- 1er novembre 2010 : elle atteint 3 000 articles
- mai 2011 : elle atteint 10 000 articles
- juin 2011 : elle atteint 20 000 articles
- 6 janvier 2012 : elle atteint 30 000 articles
- Au mois d'août 2012, elle est la version en langue africaine qui contient le plus d'articles, avec approximativement 38 000 articles et plus de 4 900 utilisateurs enregistrés, devant la Wikipédia en yoruba et en swahili qui comptent respectivement 30 000 et 24 000 articles le même mois.
- Le 29 décembre 2012, elle compte environ 40 400 articles et 5 476 utilisateurs enregistrés. Elle devient ainsi la première version de Wikipédia en langue africaine dépassant les quarante mille articles.
- Le 27 décembre 2015, elle compte 81 136 articles.
- En juillet 2020, elle atteint 90 000 articles
- Le 13 octobre 2022, elle contient 94 953 articles et compte 29 185 contributeurs, dont 49 contributeurs actifs et 3 administrateurs.
- Le 29 août 2024, elle contient 98 019 articles et compte 33 841 contributeurs, dont 45 contributeurs actifs et 3 administrateurs.